# بولديزار بودور
بولديزار بودور (بالمجرية: Bodor Boldizsár)‏ هو لاعب كرة قدم مجري في مركز الدفاع، ولد في 27 أبريل 1982 في بيتش في المجر. شارك مع منتخب المجر تحت 17 سنة لكرة القدم ومنتخب المجر لكرة القدم. أما مع النوادي، فقد لعب مع أوفي كريت وبيرتشوت وبيرسخوت إيه سي ورودا كيركراده وناك بريدا.

## وصلات خارجية
- بولديزار بودور على موقع الاتحاد الأوربي (الإنجليزية)
- بولديزار بودور على موقع قاعدة بيانات كرة القدم.إي يو (الإنجليزية)
- بولديزار بودور على موقع ناشيونال فوتبول تيمز (الإنجليزية)
- بولديزار بودور على موقع Soccerbase.com (لاعب) (الإنجليزية)
- بولديزار بودور على موقع Soccerway.com (الإنجليزية)